# Championnats de France de cyclisme sur route 2025
Les championnats de France de cyclisme sur route 2025 se déroulent du 26 au 29 juin 2025, pour les épreuves élites aux Herbiers dans le département de la Vendée et du 6 au 10 août 2025, pour les épreuves Avenir à La Tour-du-Pin en Isère.
La nouveauté de cette saison est la séparation en deux courses distinctes entre les catégories amateurs et professionnelles chez les élites femmes, alors qu'il s'agissait d'une seule course en 2024.
La course élites femmes sert également de support au championnat d'Afghanistan 2025.

## Élite

### Programme
Le programme des épreuves élites disputées aux Herbiers est le suivant :
- Jeudi 26 juin
  - Contre-la-montre individuel - Élites femmes (professionnelles et amateurs) : 26,5 km
  - Contre-la-montre individuel - Élites hommes (professionnels et amateurs) : 26,5 km
- Vendredi 27 juin
  - Course en ligne - Élites femmes amateurs : 99 km (6 tours)
  - Course en ligne - Élites hommes amateurs : 165 km (10 tours)
- Samedi 28 juin
  - Course en ligne - Élites femmes professionnelles : 115,5 km (7 tours)
- Dimanche 29 juin
  - Course en ligne - Élites hommes professionnels : 231 km (14 tours)

Parcours
Le contre-la-montre se déroule sur un parcours de 26,5 kilomètres entre le centre-ville des Herbiers et le mont des Alouettes, en passant par Saint-Paul-en-Pareds sur les routes du Chrono des Nations. Les différentes épreuves de course en ligne se déroulent sur un circuit de 16,5 kilomètres passant par Chanverrie et à contre-sens du tracé du contre-la-montre, à parcourir entre 6 et 14 fois selon les épreuves. La principale difficulté du parcours est le mont des Alouettes (2 200 mètres à 4,7 % de pente moyenne) en haut duquel se situe la ligne d'arrivée.

### Podiums

#### Hommes
- Élites professionnels

| Épreuves         | Or             | Argent          | Bronze          |
| ---------------- | -------------- | --------------- | --------------- |
| Course en ligne  | Dorian Godon   | Romain Grégoire | Kévin Vauquelin |
| Contre-la-montre | Bruno Armirail | Kévin Vauquelin | Paul Seixas     |

- Élites amateurs

| Épreuves         | Or                      | Argent         | Bronze           |
| ---------------- | ----------------------- | -------------- | ---------------- |
| Course en ligne  | Théo Lévêque            | Léandre Huck   | Mathéo Barusseau |
| Contre-la-montre | Mathias Ribeiro Da Cruz | Artus Jaladeau | Alan Villemin    |

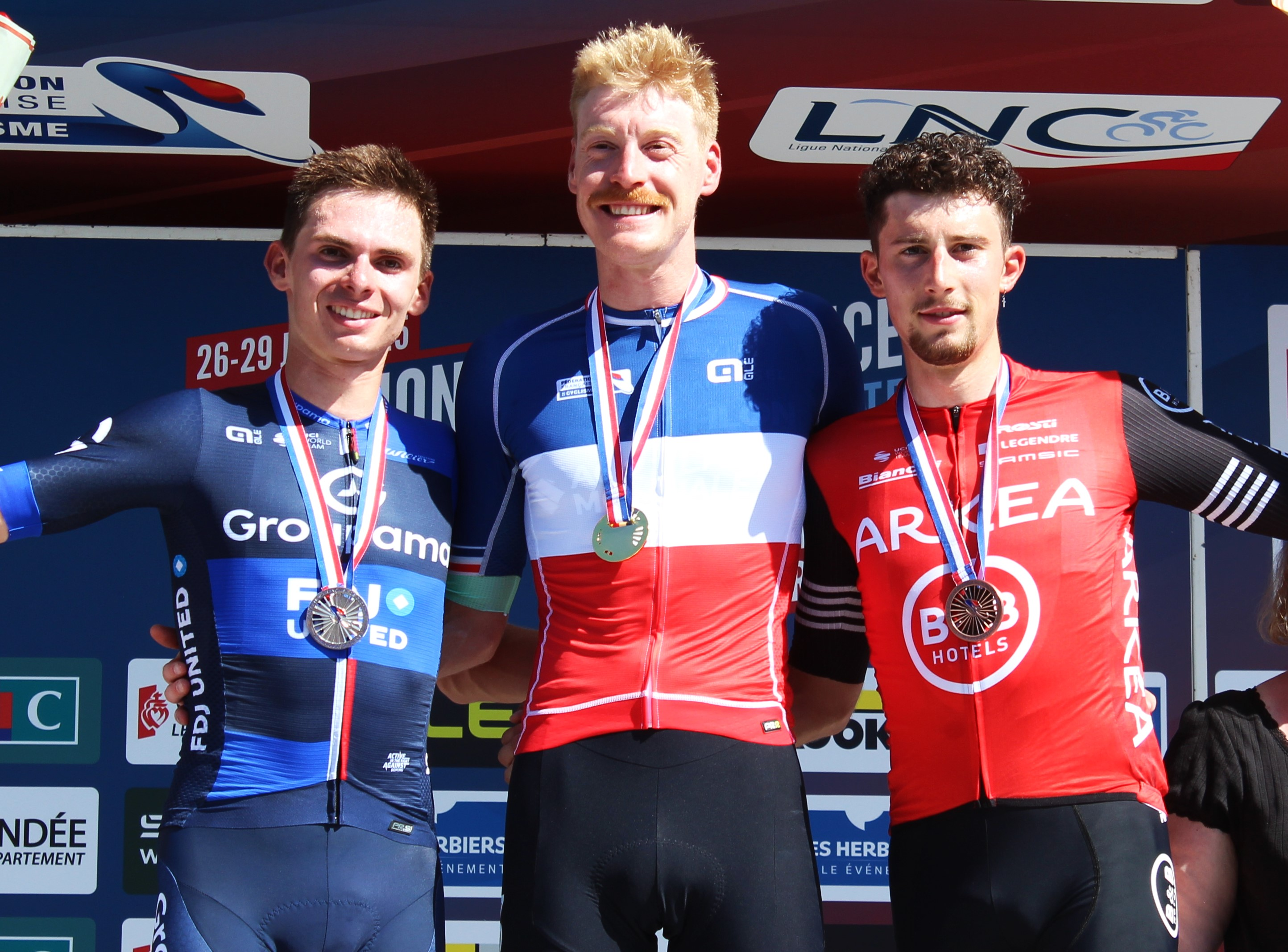
Podium de la course en ligne Élites professionnels.
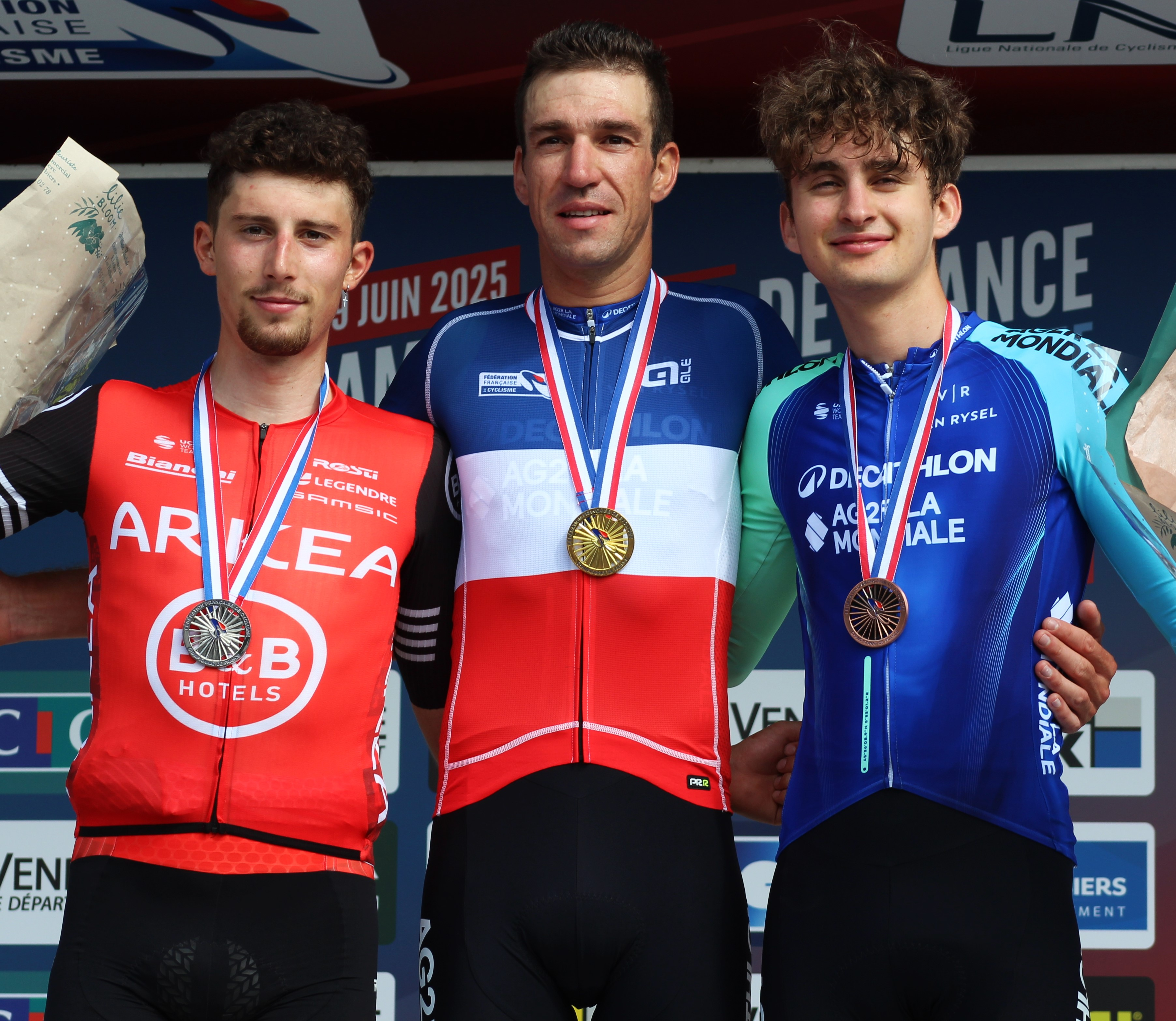
Podium de la course contre-la-montre Élites professionnels.
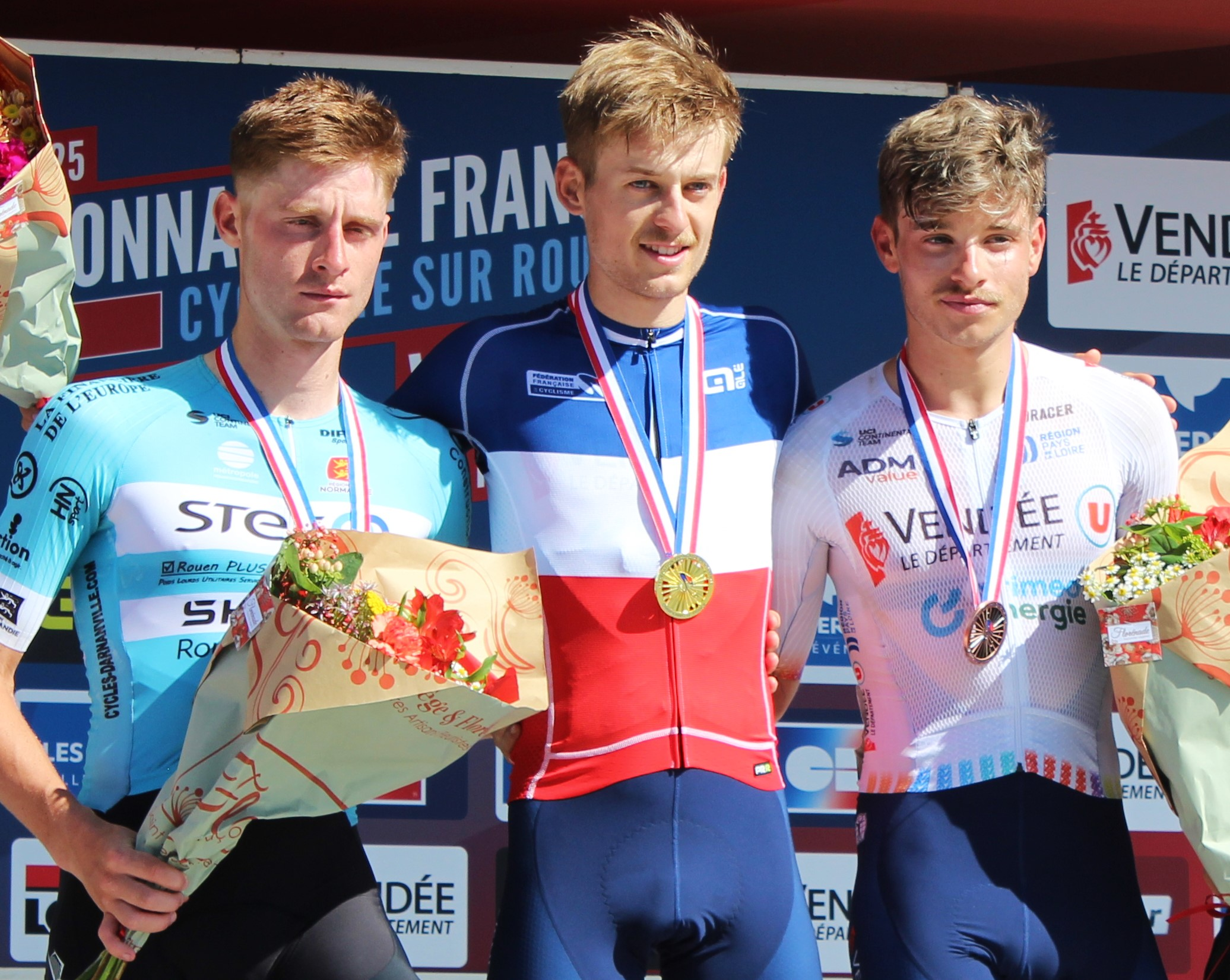
Podium de la course en ligne Élites amateurs.
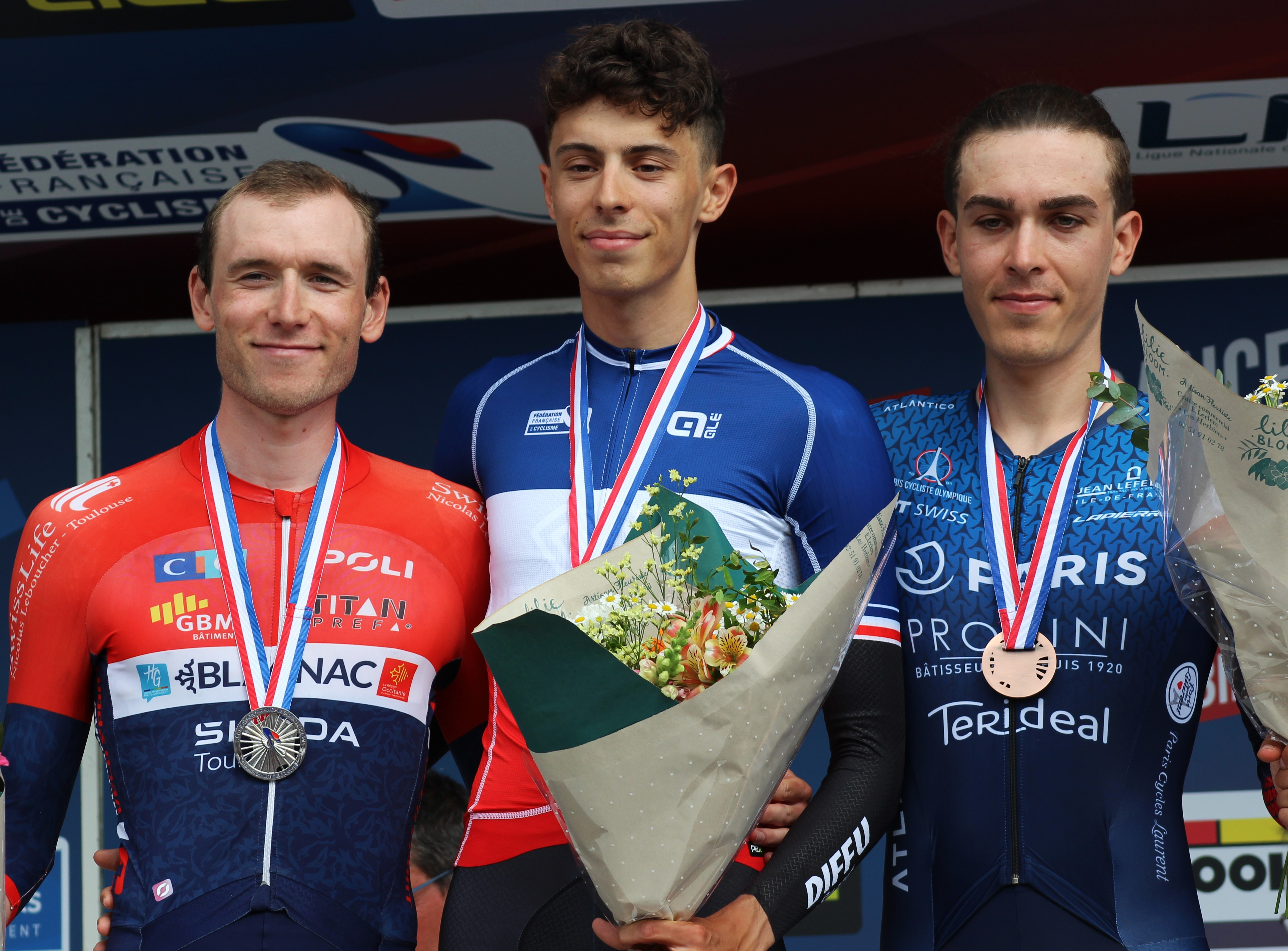
Podium de la course contre-la-montre Élites amateurs.

#### Femmes
- Élites professionnelles

| Épreuves         | Or              | Argent          | Bronze        |
| ---------------- | --------------- | --------------- | ------------- |
| Course en ligne  | Marie Le Net    | Léa Curinier    | Julie Bego    |
| Contre-la-montre | Cédrine Kerbaol | Juliette Labous | Marion Borras |

- Élites amateurs

| Épreuves         | Or             | Argent           | Bronze         |
| ---------------- | -------------- | ---------------- | -------------- |
| Course en ligne  | Noémie Abgrall | Émilie Morier    | Justine Gegu   |
| Contre-la-montre | Solène Muller  | Charlotte Allard | Noémie Abgrall |

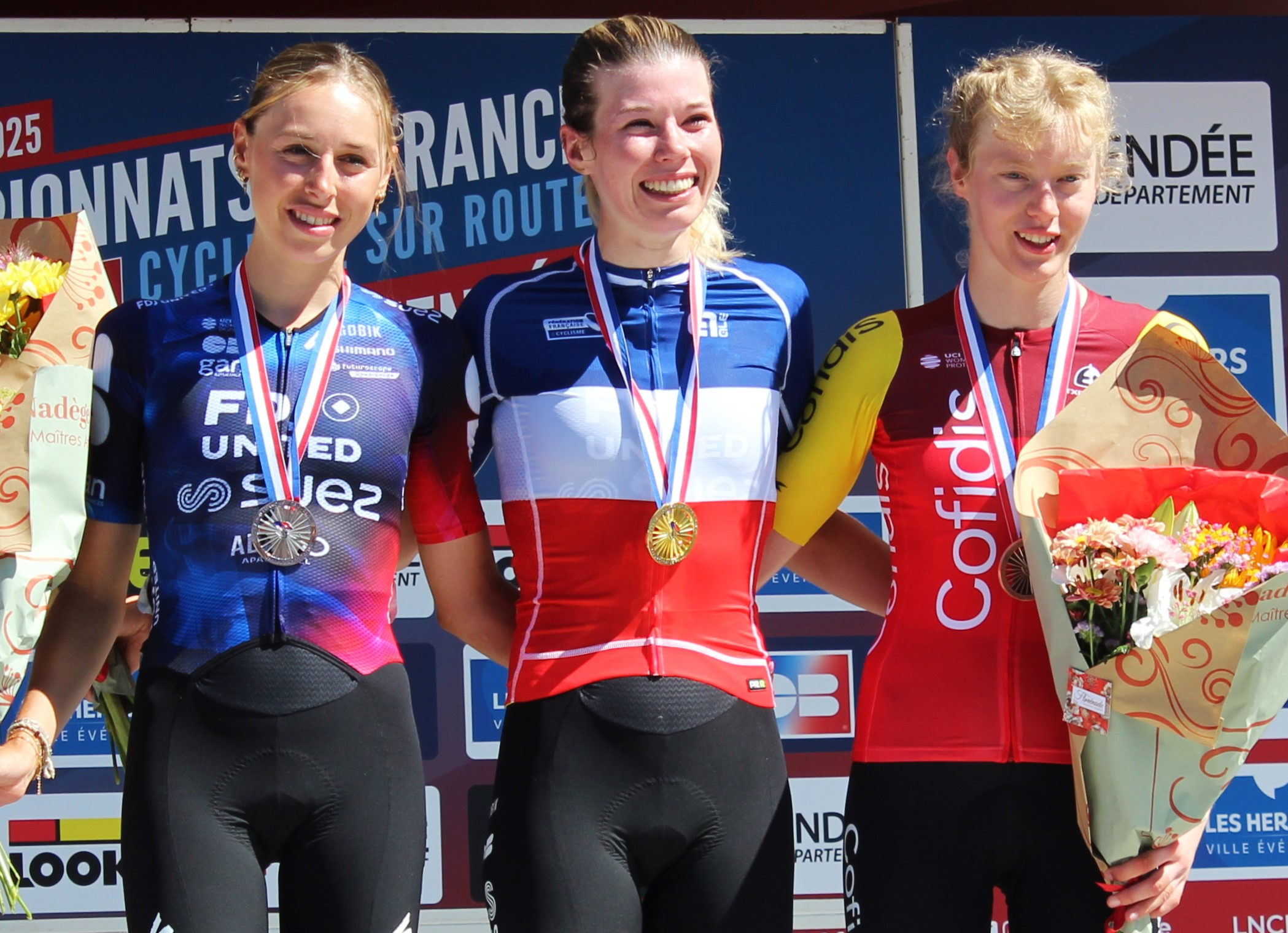
Podium de la course en ligne Élites professionnelles.
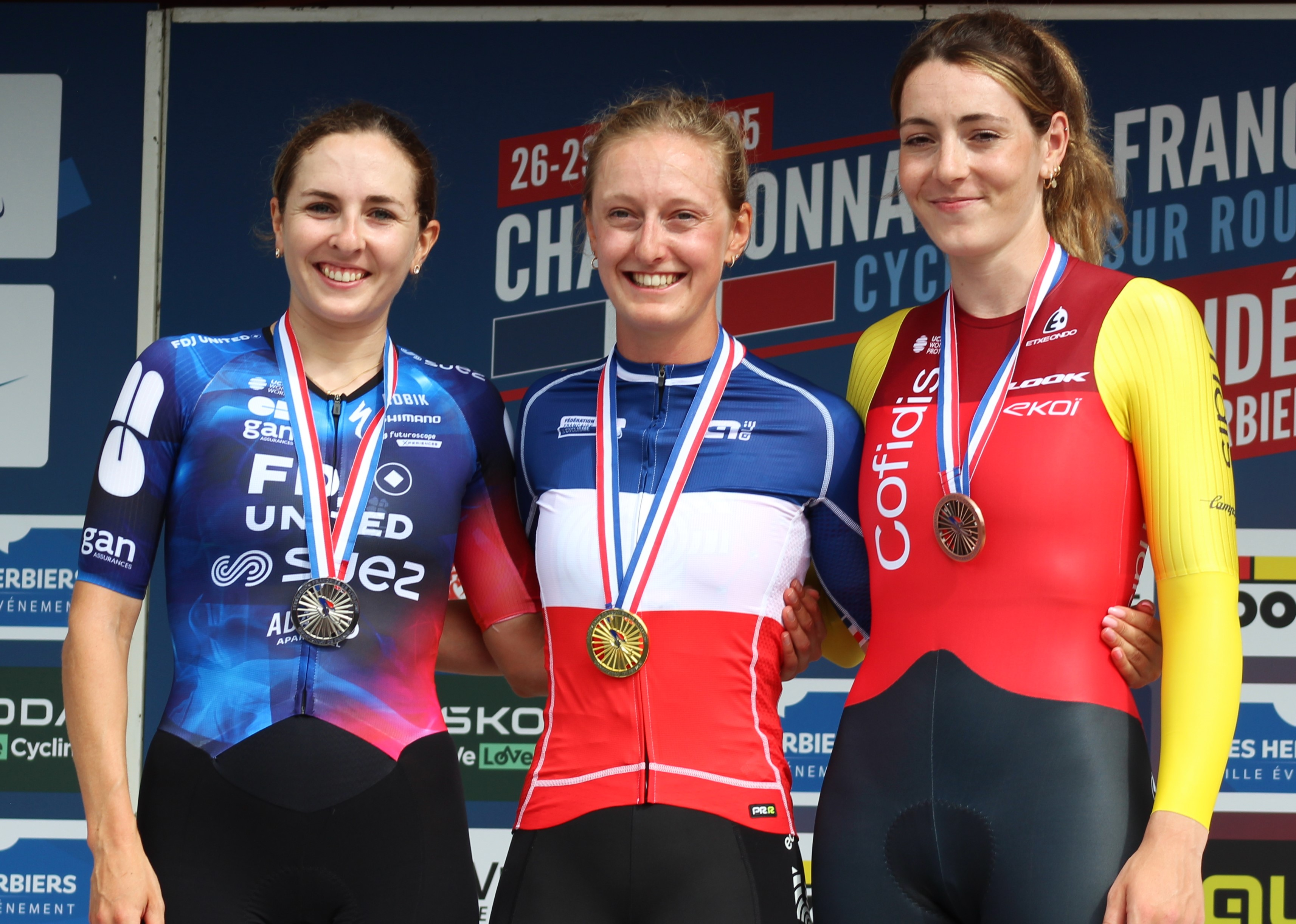
Podium de la course contre-la-montre Élites professionnelles.
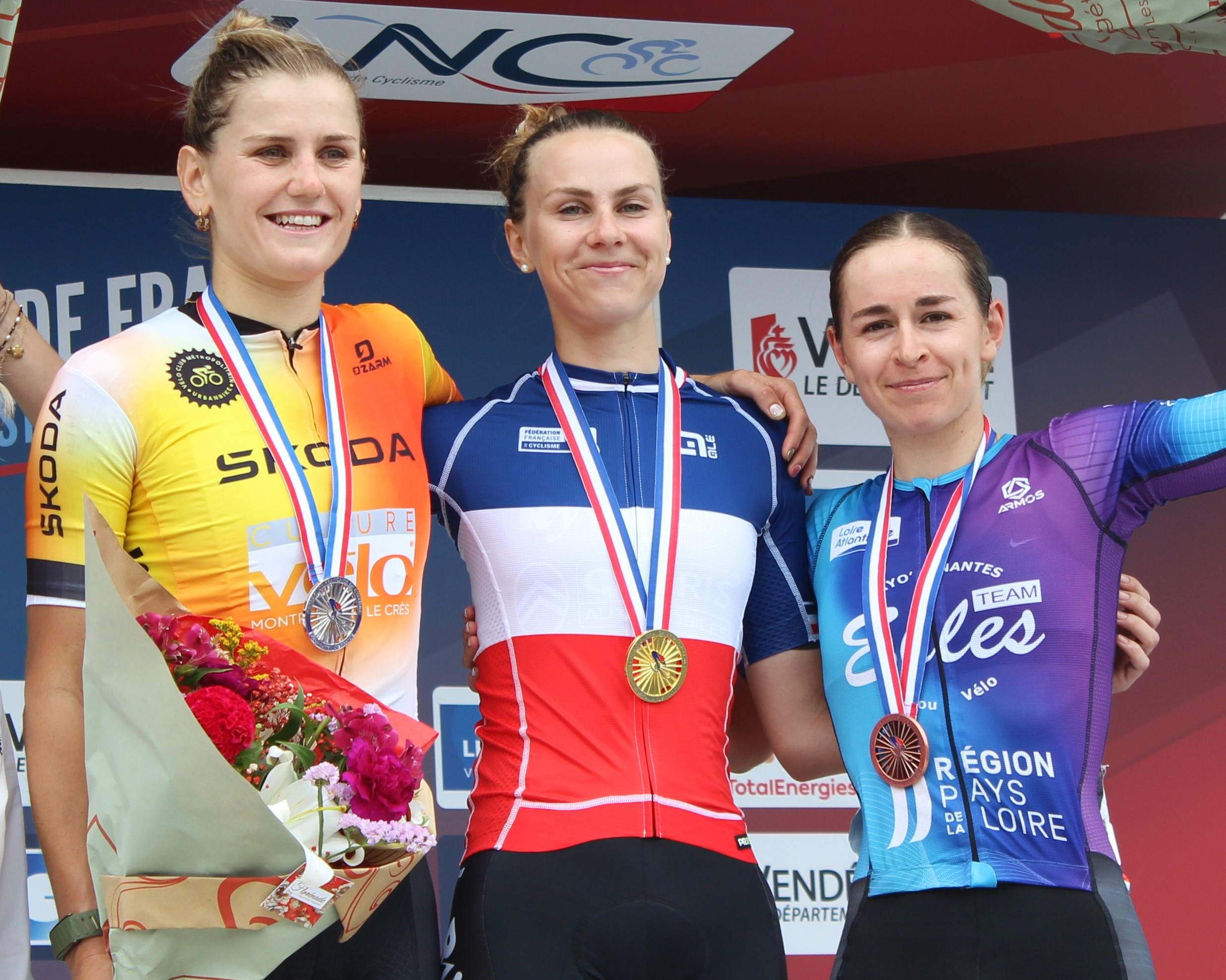
Podium de la course en ligne Élites amateurs.
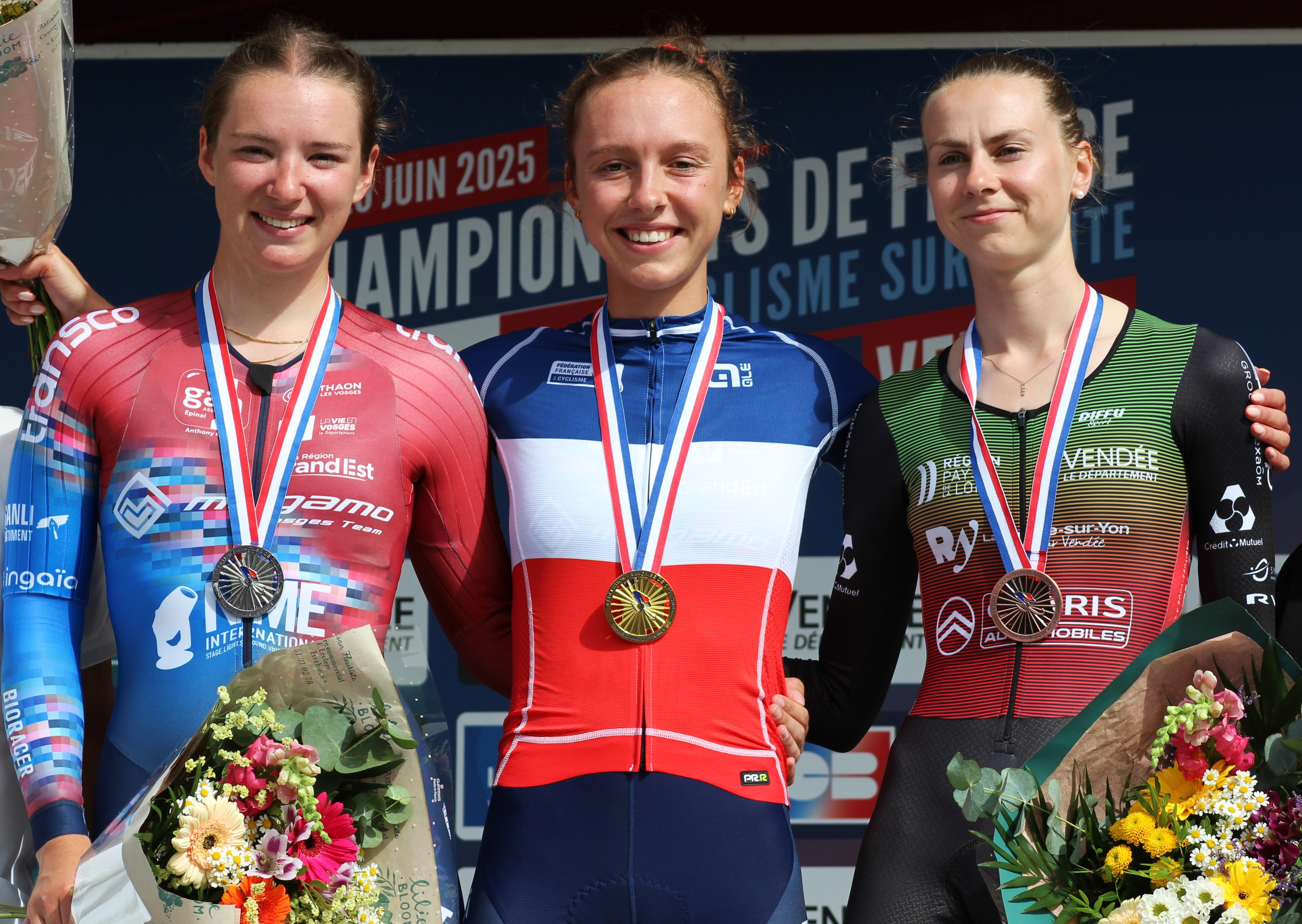
Podium de la course contre-la-montre Élites amateurs.

## Avenir

### Programme
Le programme des épreuves Avenir disputées à La Tour-du-Pin est le suivant :
- Mercredi 6 août
  - Contre-la-montre - U17 filles (cadettes) : 12,5 km
  - Contre-la-montre - U17 garçons (cadets) : 12,5 km
  - Contre-la-montre - U19 femmes (juniors) : 23,9 km
  - Contre-la-montre - U19 hommes (juniors) : 23,9 km
  - Contre-la-montre - U23 femmes (espoirs) : 23,9 km
  - Contre-la-montre - U23 hommes (espoirs) : 23,9 km
- Jeudi 7 août
  - Course en ligne - U17 garçons (cadets) : 75,6 km
  - Course en ligne - U15/U17 filles (minimes/cadettes) : 60,1 km
- Vendredi 8 août
  - Contre-la-montre par équipe en relais - U17/U19 mixte : 31 km (15,5 km ×2)
- Samedi 9 août
  - Course en ligne - U23 femmes (espoirs) : 95,1 km
  - Course en ligne - U23 hommes (espoirs) : 160,3 km
- Dimanche 10 août
  - Course en ligne - U19 femmes (juniors) : 73,8 km
  - Course en ligne - U19 hommes (juniors) : 127,7 km

Parcours
Les différentes courses en ligne se déroulent dans le territoire des Vals du Dauphiné sur un circuit de 15,5 à 16,3 kilomètres selon les épreuves, à parcourir entre 3 et 9 fois, avec notamment la côte de Bejui (1 000 mètres à 8,4 % de pente moyenne) située moins de 3 kilomètres avant la ligne d'arrivée, qui comporte un passage à 13 %, et la montée de Saint-Roch (1 700 mètres à 4,4 %).

### Podiums

#### Hommes
- U23 (Espoirs)

| Épreuves         | Or            | Argent          | Bronze         |
| ---------------- | ------------- | --------------- | -------------- |
| Course en ligne  | Ugo Fabries   | Adrien Boichis  | Antoine L'Hote |
| Contre-la-montre | Arthur Blaise | Maxime Decomble | Louis Chaleil  |

- U19 (Juniors)

| Épreuves         | Or               | Argent             | Bronze                |
| ---------------- | ---------------- | ------------------ | --------------------- |
| Course en ligne  | Théophile Vassal | Alexandre Trouvain | Lancelot Chevignon    |
| Contre-la-montre | Théophile Vassal | Soen Le Pann       | Soren Bruyère Joumard |

- U17 (Cadets)

| Épreuves         | Or              | Argent                  | Bronze                  |
| ---------------- | --------------- | ----------------------- | ----------------------- |
| Course en ligne  | Enzo Conan      | Victor Devos            | Camille Alric-Thouvenin |
| Contre-la-montre | Julien Breugnot | Camille Alric-Thouvenin | Thomas Moreau           |

#### Femmes
- U23 (Espoirs)

| Épreuves         | Or              | Argent        | Bronze                  |
| ---------------- | --------------- | ------------- | ----------------------- |
| Course en ligne  | Marion Bunel    | Célia Gery    | Églantine Rayer Girault |
| Contre-la-montre | Amandine Muller | Solène Muller | Églantine Rayer Girault |

- U19 (Juniors)

| Épreuves         | Or            | Argent     | Bronze       |
| ---------------- | ------------- | ---------- | ------------ |
| Course en ligne  | Thaïs Poirier | Lise Revol | Lilou Jauvin |
| Contre-la-montre | Thaïs Poirier | Lise Revol | Zoé Bihan    |

- U17 (Cadettes) / U15-U17 (Minimes-Cadettes)

| Épreuves         | Or                  | Argent         | Bronze         |
| ---------------- | ------------------- | -------------- | -------------- |
| Course en ligne  | Thaïs Barrier Paiva | Lucie Elizalde | Aziliz Sigalas |
| Contre-la-montre | Axelle Bonora       | Iléna Simon    | Romane Prioul  |

#### Mixte
| Épreuves             | Or | Argent | Bronze |
| -------------------- | --- | --- | --- |
| Relais mixte U17/U19 | Comité Bourgogne-Franche-Comté - Charlotte Bouhier - Zélie Lambert - Louane Famy - Tom Champenois - Timéo Gantois - Théophile Vassal | Comité Auvergne-Rhône-Alpes - Ninon Humbert - Eline Joncheray - Maéva Plagniol - Soren Bruyère Joumard - Samuel Berthet - Gustave Blanc | Comité Grand Est - Marianne Buchert - Eléna Amann - Salomée Lambert - Louka Didier - Julien Pierron - Simon Schwartz |